# Mvoung
Mvoung es un departamento de la provincia de Ogooué-Ivindo en Gabón. En octubre de 2013 presentaba una población censada de 4022 habitantes. Su chef-lieu es Ovan.
Se encuentra ubicado en el centro-oeste de la provincia y recibe su nombre del río homónimo que lo atraviesa.

## Subdivisiones
Contiene tres subdivisiones de tercer nivel (población en 2013):
- Comuna de Ovan (3382 habitantes)
- Cantón de Belémé (469 habitantes)
- Cantón de Dzoué (171 habitantes)